# Rektorzy Uniwersytetu im. Adama Mickiewicza w Poznaniu
Rektorzy Uniwersytetu im. Adama Mickiewicza w Poznaniu – lista osób pełniących funkcję Rektora Uniwersytetu im. Adama Mickiewicza w Poznaniu od momentu powstania uczelni w 1919 roku.
| Lp                                                                | Zdjęcie                      | imię i nazwisko                    | lata życia            | okres pełnienia funkcji                    | specjalizacja naukowa |
| Uniwersytet Poznański                                             | Uniwersytet Poznański        | Uniwersytet Poznański              | Uniwersytet Poznański | Uniwersytet Poznański                      | Uniwersytet Poznański |
| ----------------------------------------------------------------- | ---------------------------- | ---------------------------------- | --------------------- | ------------------------------------------ | --------------------- |
| 1                                                                 | Heliodor Święcicki           | Heliodor Święcicki                 | 1854 - 1923           | 5 kwietnia 1919 - 12 października 1923     | medycyna              |
| 2                                                                 | Zygmunt Lisowski             | Zygmunt Lisowski                   | 1880 - 1955           | 23 października 1923 - 31 sierpnia 1924    | prawo                 |
| 3                                                                 | Stanisław Dobrzycki          | Stanisław Dobrzycki                | 1875 - 1931           | 1 września 1924 - 31 sierpnia 1925         | historia literatury   |
| 4                                                                 | Ludwik Sitkowski             | Ludwik Sitowski                    | 1880 - 1947           | 1 września 1925 - 31 sierpnia 1926         | zoologia              |
| 5                                                                 | Jan Grochmalicki             | Jan Gabriel Grochmalicki           | 1883 - 1936           | 1 września 1926 - 31 sierpnia 1928         | zoologia              |
| 6                                                                 | Edward Lublicz-Niezabitowski | Edward Feliks Lubicz-Niezabitowski | 1875 - 1946           | 1 września 1928 - 31 sierpnia 1929         | medycyna              |
| 7                                                                 | Stanisław Kasznica           | Stanisław Wincenty Kasznica        | 1874 - 1958           | 1 września 1929 - 31 sierpnia 1931         | prawo                 |
| 8                                                                 | Jan Sajdak                   | Jan Sajdak                         | 1882 - 1967           | 1 września 1931 - 31 sierpnia 1932         | filologia klasyczna   |
| 9                                                                 | Stanisław Pawłowski          | Stanisław Pawłowski                | 1882 - 1940           | 1 września 1932 - 31 sierpnia 1933         | geografia             |
| 10                                                                | Stanisław Runge              | Stanisław Runge                    | 1888 - 1953           | 1 września 1933 - 31 sierpnia 1936         | weterynaria           |
| 11                                                                | Antoni Peretiatkowicz        | Antoni Peretiatkowicz              | 1884 - 1956           | 1 września 1936 - 31 sierpnia 1939         | prawo                 |
| Uniwersytet Ziem Zachodnich                                       |                              |                                    |                       |                                            |                       |
| 12                                                                | Ludwik Jaxa-Bykowski         | Ludwik Jaxa-Bykowski               | 1881 -1948            | 11 stycznia 1941 - 1943                    | biologia              |
| 13                                                                | Roman Pollak                 | Roman Pollak                       | 1886 - 1972           | czerwiec 1943 - marzec 1945                | historia literatury   |
| Uniwersytet Poznański                                             |                              |                                    |                       |                                            |                       |
| 14                                                                | Stefan Tytus Dąbrowski       | Stefan Tytus Dąbrowski             | 1877 - 1947           | 28 marca 1945 - 31 sierpnia 1947           | fizjologia            |
| 15                                                                | Stefan Błachowski            | Stefan Błachowski                  | 1889 - 1962           | 1 września 1946 - 31 sierpnia 1948         | psychologia           |
| 16                                                                | Kazimierz Ajdukiewicz        | Kazimierz Ajdukiewicz              | 1890 - 1963           | 1 września 1948 - 30 września 1952         | filozofia             |
| 17                                                                | Jerzy Suszko                 | Jerzy Suszko                       | 1889 - 1972           | 1 października 1952 - 18 października 1956 | chemia                |
| Uniwersytet Im. Adama Mickiewicza w Poznaniu (od 1 stycznia 1956) |                              |                                    |                       |                                            |                       |
| 18                                                                | Alfons Klafkowski            | Alfons Klafkowski                  | 1912 - 1992           | 18 października 1956 - 31 sierpnia 1962    | prawo                 |
| 19                                                                | Gerard Labuda                | Gerard Labuda                      | 1916 - 2010           | 1 września 1962 - 31 sierpnia 1965         | historia              |
| 20                                                                |                              | Czesław Łuczak                     | 1922 - 2002           | 1 września 1965 - 31 sierpnia 1972         | historia              |
| 21                                                                |                              | Benon Miśkiewicz                   | 1930 - 2008           | 1 września 1972 - 31 sierpnia 1981         | historia              |
| 22                                                                | Janusz Ziółkowski            | Janusz Ziółkowski                  | 1924 - 2000           | 1 września 1981 - 26 stycznia 1982         | socjologia            |
| 23                                                                |                              | Zbigniew Radwański                 | 1924 - 2012           | 1 lutego 1982 - 31 sierpnia 1984           | prawo                 |
| 24                                                                | Franciszek Kaczmarek         | Franciszek Kaczmarek               | 1928 - 2015           | 1 września 1984 - 30 listopada 1985        | fizyka                |
| 25                                                                |                              | Jacek Fisiak                       | 1936 - 2019           | 1 grudnia 1985 - 20 października 1988      | filologia angielska   |
| 26                                                                | Bogdan Marciniec             | Bogdan Marciniec                   | ur 1941               | 18 listopada 1988 - 30 listopada 1990      | chemia                |
| 27                                                                |                              | Jerzy Fedorowski                   | ur. 1934              | 1 grudnia 1990 - 31 sierpnia 1996          | geologia              |
| 28                                                                | Stefan Jurga                 | Stefan Jurga                       | 1946 - 2022           | 1 września 1996 - 31 sierpnia 2002         | fizyka                |
| 29                                                                |                              | Stanisław Lorenc                   | 1943 - 2020           | 1 września 2002 - 31 sierpnia 2008         | geologia              |
| 30                                                                | Bronisław Marciniak          | Bronisław Marciniak                | ur. 1950              | 1 września 2008 - 31 sierpnia 2016         | chemia                |
| 31                                                                | Andrzej Lesicki              | Andrzej Lesicki                    | ur. 1950              | 1 września 2016 - 31 sierpnia 2020         | biologia              |
| 32                                                                | Bogumiła Kaniewska           | Bogumiła Kaniewska                 | ur. 1964              | od 1 września 2020                         | literaturoznawstwo    |